# 剑桥大学露西·卡文迪许学院
剑桥大学露西·卡文迪许学院是剑桥大学的一个学院。 学院拥有220名学生，本科生和研究生各占一半。该学院原先是剑桥大学三所女子学院之一，其他两所是纽纳姆学院和默里·爱德华兹学院；但从2021年开始招收男性学生。
学院于1965年由一批剑桥大学的女性研究员和讲师建立，她们对女性在大学内没有代表权持有异议。学院原先的名字是露西·卡文迪许学院协会，于1970年转移到现在的位置，并于1986年获准更名为露西·卡文迪学院。学院于1997年成为剑桥大学正式的学院。
该学院以露西·卡文迪许(1841-1925)命名，她是女性教育改革的先驱。

## 学院历史

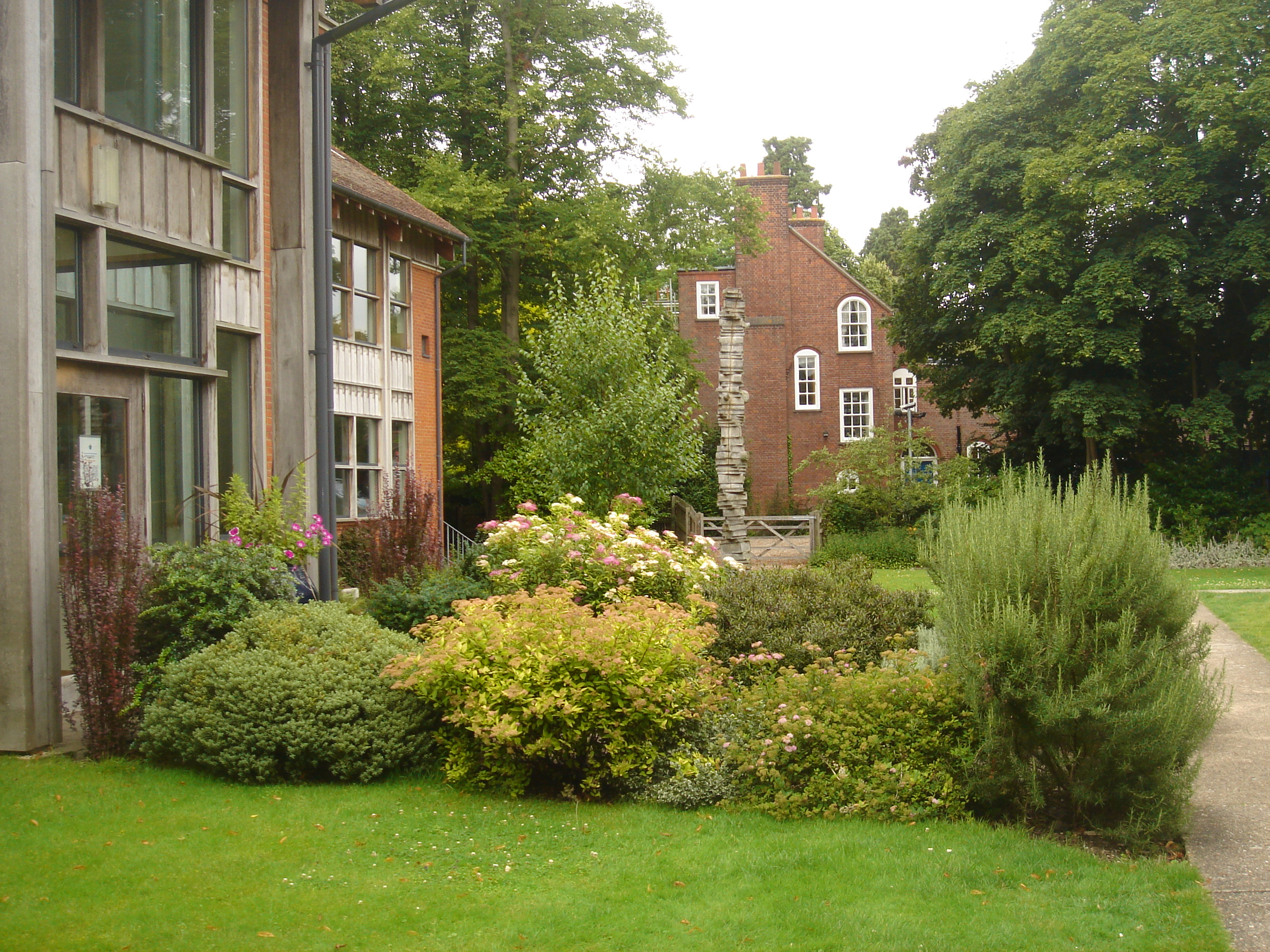
剑桥大学露西·卡文迪许学院的侧面照片

卡文迪许学院的建立要追溯到一个名叫晚餐小组的组织，这个组织为那些不是剑桥大学学院院士的组员提供高桌会谈的机会。  在当时，剑桥大学仅有两个女子学院，它们无法提供足够的宿舍给大量前来教书或提供学术服务的女性。
安娜·彼得是1965年至1970年卡文迪许学院的首位院长，她是晚餐小组的会员之一,也是一位动物学家。 这就是学院的院徽上有鹦鹉螺花纹的原因。
安娜·彼得的继任者依次是凯特·贝塔姆、 菲利斯·赫兹、安妮·柏桐 (英国首位女性外交官)、波利·娜佩里和维罗妮卡·萨瑟兰、珍妮·托德和杰基·阿什利。
玛德琳·阿特金斯教授是现任院长，也是学院第9任院长，她于2018年9月继任。
2019年3月，露西·卡文迪许学院宣布打算从2021年10月开始同等招收标准大学年龄以上的男生和女生。这一变化的产生源自对学院社区的咨询调研，随后露西-卡文迪什学院的管理机构根据 "一人一票"原则进行投票表决通过了该决议。学院表示，促成该变化的主要原因是为了"增加毕业生和在校生人数，为来自不同背景的优秀学生提供更多的学院成员名额并以此来支持大学和其他学院" 
根据学院对扩大成员范围的新承诺，2019年12月4日，学院任命了第一批男性研究员。该名单包括克里斯托弗-福威尔先生（口腔颌面外科顾问）、埃德-布尔莫尔教授（精神病学教授）、尤尔根-贝克博士（设计工程师）和阿德里安-达芬牧师（大学教堂的牧师）。
2021年9月15日，学院为10名新生举行了第一次入学仪式，露西·卡文迪许学院历史上的首位男性学生杨博翰（Bohan Yang）被正式录取成为该学院的一员。

## 建筑和庭院
卡文迪许学院现位于麦丁利道和夫人玛格丽特道的交汇处，在西敏寺学院和圣约翰学院附近（圣约翰学院曾经提供土地给卡文迪许学院） 。在学院建院初的几年，卡文迪许学院占用了斯维尔街和北安普敦街的几间房间，直至1970年才转移到现在的位置。
学院主要建筑包括柏桐厅和学院图书馆，先后于90年代完工。
1991年，学院购入了附近的巴利奥尔农场，该农场曾经由著名的经济学家艾尔弗雷德·马歇尔和他的妻子玛丽·马歇尔居住，他们合著了马歇尔第一部经济学著作。该建筑被重新命名为马歇尔楼，用作学生宿舍直至2001年。其后马歇尔楼被恢复成原先的构造，用作院长室。

## 学院学生
卡文迪许学院是剑桥大学国际化程度很高的学生团体之一，学院拥有220名学生，本科生和研究生各占一半。
|                         | 学院的学生来自英国的各个角落乃至全世界，任何年龄的女性都可以在学院就读任何科目。 |
| ——露西·卡文迪许学院网站 |                                                                                  |

## 著名校友
卡文迪许学院的校友包括现任联合国妇女发展基金执行主任的诺埃琳·海泽。
卡文迪许学院的荣誉院士有英国女演员朱迪·丹奇、现任丹麦女王玛格丽特二世和新西兰首位女性总督凯瑟琳·蒂泽德。